# Ferroptose

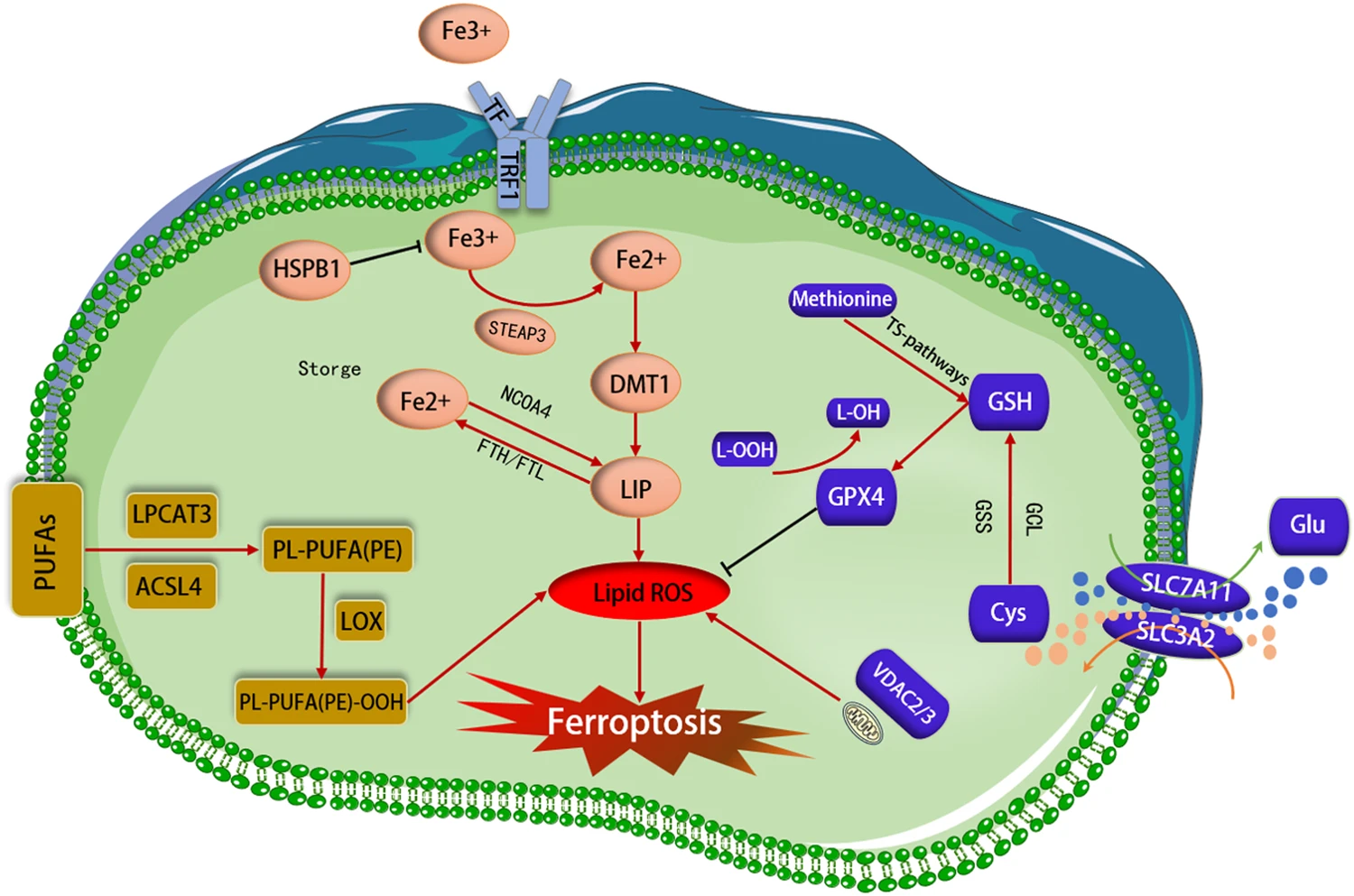
Voie de signalisation régulant la ferroptose
Trois métabolimes régulent la feroptose : métabolisme du fer, métabolisme des lipides et le métabolisme des acides aminés

La ferroptose est définie comme étant « une forme de mort cellulaire régulée initiée par des perturbations oxydatives du microenvironnement intracellulaire qui est sous le contrôle de la glutathion peroxydase 4 (GPX4) et qui peut être inhibée par des chélateurs du fer et des antioxydants lipidiques ». D’un point de vue morphologique, elle se caractérise par le rétrécissement des mitochondries, la condensation de la chromatine et par la formation de pores dans la membrane plasmique entrainant sa rupture. D’un point de vue biochimique, elle est caractérisée par l'accumulation intracellulaire de fer et par une peroxydation lipidique accrue.
La découverte de cette nouvelle forme de mort cellulaire régulée a été initiée par un criblage à haut débit ayant pour but de trouver de nouvelles molécules antitumorales. Parmi les composés identifiés, se trouvait l’érastine, un composé sélectivement létal pour les lignées tumorales RAS-mutées. L’érastine n’a induit aucun changement morphologique au niveau du noyau, ni de fragmentation d’ADN et n’a pas montré d’activation des caspases, concluant que ce composé induisait une mort cellulaire non-apoptotique, nommée ferroptose par Dixon et al. en 2012.

## Mécanisme ferroptotique
L'exécution de la ferroptose est déterminée par les facteurs conditionnant l’équilibre entre l’accumulation de lipides peroxydés et leur détoxification par des systèmes antioxydants dédiés, dont le principal est le système glutathion peroxydase 4/glutathion (GPX4/GSH).

### Peroxydation lipidique
Les acides gras polyinsaturés (AGPIs), comme l’acide arachidonique (AA) et l’acide adrénique (AdA), contenus dans les phosphatidyléthanolamines membranaires sont les principales cibles de la peroxydation des lipides (Figure A). En effet, les atomes d’hydrogène portés par les atomes de carbone bis-allyliques de ces AGPIs sont très sensibles à la peroxydation. Celle-ci peut s’effectuer selon deux mécanismes dépendants du fer : soit par voie enzymatique via les lipoxygénases, soit par auto-oxydation. La ferroptose a été démontrée comme impliquant différents organites cellulaires, notamment les peroxysomes, les mitochondries, le réticulum endoplasmique  et les lysosomes,,. 
L’auto-oxydation des acides gras polyinsaturés est illustrée dans la figure C. Elle débute par l’abstraction d’un hydrogène porté par un atome de carbone bis-allylique d’un acides gras polyinsaturé par un radical HO• ou RO•, lui-même issu de réaction de Fenton. Le radical alkyle (R•) ainsi formé se fait attaquer par le dioxygène pour donner un radical peroxyle (ROO•). Ce dernier réagit à son tour avec un second AGPI pour former un hydroperoxyde (ROOH) ainsi qu’un un autre radical alkyle (R•).
Contrairement aux réactions de Fenton qui catalysent la formation d’espèces réactives de l’oxygène (ROS) de manière non discriminante, la voie enzymatique impliquant essentiellement les lipoxygénases (qui comportent un atome de fer non hémique dans leur site catalytique) est plus sélective de la formation de peroxydes lipidiques dérivés de l’AA et de l’AdA. Plus précisément, les 15-lipoxygénases (15-LOX) en complexe avec la protéine 1 de liaison à la phosphatidyléthanolamine (PEBP1) catalysent des réactions d'oxydation hautement sélectives et spécifiques des arachidonoyl- et adrénoyl-phosphatidyléthanolamines (AA/AdA–PE) aboutissant in fine à la ferroptose. Plus récemment, il a également été montré que la cytochrome P450 réductase contribue à la peroxydation lipidique dans la ferroptose.

### Les systèmes anti-oxydants
En condition physiologique, la production des hydroperoxydes lipidiques est compensée par des systèmes antioxydants endogènes, tel que le système GPX4/GSH. Plus précisément, la séléno-enzyme GPX4 utilise du glutathion comme co-substrat pour réduire les peroxydes lipidiques en alcools non toxiques. Cependant, en condition ferroptotique, ces systèmes sont déficients, ce qui entraîne une production excessive d’hydroperoxydes lipidiques dont l’accumulation est létale pour la cellule. En effet, les hydroperoxydes perturbent l’architecture des membranes ou se fragmentent pour donner des aldéhydes très réactifs comme le 4-hydroxynonenal (4-HNE) ou le malondialdéhyde (MDA), qui peuvent réagir avec les sites nucléophiles des protéines ou de l'ADN et entraver leur bon fonctionnement.
D’un point de vue expérimental, le moyen le plus classique d’induire la ferroptose consiste à inhiber GPX4 avec RSL3 ou bloquer le système XC- avec l’érastine. Cet anti-porteur est responsable de la capture de la cystine, précurseur du glutathion indispensable au bon fonctionnement de la voie antioxydante médiée par GPX4.

## Modulateurs de la ferroptose
| Inducteurs de la ferroptose                                             | Inducteurs de la ferroptose                                       | inhibiteurs de la ferroptose                                   | inhibiteurs de la ferroptose                                   |
| Inducteurs                                                              | mode d'action                                                     | inhibiteurs                                                    | mode d'action                                                  |
| ----------------------------------------------------------------------- | ----------------------------------------------------------------- | -------------------------------------------------------------- | -------------------------------------------------------------- |
| Erastin, PE, IKE, erastin analogs, sulfasalazine, glutamate, sorafenib  | inhibition du syt. Xc- → depletion de GSH                         | Ferrostatins, liproxstatins                                    | Bloque la peroxydation lipidique                               |
| INF-γ                                                                   | Downrégulation de l'expression du syst. Xc-                       | Vitamin E, alpha-tocopherol, trolox                            | bloque la propagation de la peroxydation lipidique             |
| (1S, 3R)-RSL3, ML162, composés DPI                                      | inhibition de GPX4 → péroxydation lipidique                       | CoQ10, idebenone                                               | Bloque la peroxydation lipidique                               |
| réduction de la cystine et de la cystéine, buthionine sulfoxonium (BSO) | inhibition de GCS → depletion de GSH                              | Deferoxamine (DFO), ciclopirox, deferiprone                    | déplétion d'ion                                                |
| FIN56                                                                   | Appauvrissement de CoQ10; diminue les niveaux de GPX4             | Dihydrobiopterin (BH2), tetrahydrobiopterin (BH4)              | effet antioxydant; remodlage lipidique                         |
| FINO2                                                                   | Induction de la peroxydation lipidique; indirectement inhibe GPX4 | AGPI deutéré, AGMI                                             | Bloque la peroxydation lipidique                               |
| statines                                                                | Blocage de la synthèse de CoQ10 par la voie mevalonate            | Inhibiteur de Lipoxygénases (e.g. CDC, baicalein and zileuton) | Bloque la peroxydation lipidique induite par les lipoxygénases |
| Phospholipides avec 2 AGPI                                              | Induction de la peroxydation lipidique                            |                                                                |                                                                |

## Perspectives thérapeutiques
Au cours des dernières années, la ferroptose a attiré une attention considérable en raison de son rôle important dans plusieurs maladies. Par exemple, les adaptations métaboliques au cours de la période ischémique des lésions d'ischémie-reperfusion  altèrent plusieurs mécanismes d'élimination des espèces réactifs à l'oxygène et la phase de reperfusion induit un "éclatement" des  espèces réactifs à l'oxygène qui conduit à la mort cellulaire, notamment par ferroptose.  En outre, il existe de plus en plus de preuves que la ferroptose joue un rôle important dans les maladies neurodégénératives telles que la maladie d'Alzheimer, la maladie de Parkinson et la sclérose latérale amyotrophique.
En oncologie, la ferroptose est un sujet d'intérêt croissant en raison de son potentiel à cibler les cellules cancéreuses qui présentent une susceptibilité accrue à cette forme de mort cellulaire. En effet, elle a été impliquée dans plusieurs types de cancer, notamment :
- Sein
- Leucémie aiguë myéloïde
- Adénocarcinome canalaire pancréatique
- Ovaire
- Lymphome B
- Carcinome à cellules rénales
- Poumon
- Glioblastome